# Aspidoscelis stictogramma
Aspidoscelis stictogramma là một loài thằn lằn trong họ Teiidae. Loài này được Burger mô tả khoa học đầu tiên năm 1950.